# Rick Wilson (Eishockeyspieler)
Richard Gordon „Rick“ Wilson (* 10. August 1950 in Prince Albert, Saskatchewan) ist ein ehemaliger kanadischer Eishockeyspieler, -trainer und -funktionär, der im Verlauf seiner aktiven Karriere zwischen 1969 und 1978 unter anderem 242 Spiele für die Canadiens de Montréal, St. Louis Blues und Detroit Red Wings in der National Hockey League (NHL) auf der Position des Verteidigers bestritten hat. Anschließend arbeitete Wilson über 30 Jahre lang vornehmlich als Assistenztrainer in der NHL und war in diesem Zeitraum für acht verschiedene Franchises tätig. Im Jahr 2002 war er kurzzeitig Cheftrainer der Dallas Stars, bei denen er insgesamt 17 Spielzeiten tätig war. Sein Sohn Landon Wilson und seine Schwäger Barrie Meissner und Dick Meissner waren ebenfalls professionelle Eishockeyspieler.

## Karriere

### Spielerkarriere
Wilson wechselte im Sommer 1969 im Alter von 19 Jahren aufgrund seiner akademischen Ausbildung an die University of North Dakota. Dort spielte er während seines Studiums in Erziehungswissenschaften parallel für die Eishockeymannschaft in der Western Collegiate Hockey Association (WCHA), einer Division im Spielbetrieb der National Collegiate Athletic Association (NCAA). Bereits nach seinem ersten Collegejahr wurde der Verteidiger im NHL Amateur Draft 1970 in der fünften Runde an 66. Stelle von den Canadiens de Montréal aus der National Hockey League (NHL) ausgewählt. Der Kanadier blieb jedoch noch zwei weitere Jahre an der Universität und beendete dort sein Studium, ehe er in den Profibereich wechselte. Zum Abschluss war er im Frühjahr 1972 ins WCHA Second All-Star Team gewählt worden.
Mit Beginn der Saison 1972/73 wechselte der Abwehrspieler in den Profibereich und in die Organisation der Canadiens de Montréal. Dort wurde er zunächst bei ihrem Farmteam, den Nova Scotia Voyageurs, in der American Hockey League (AHL) eingesetzt. Erst ab Anfang Februar 1974 schaffte Wilson den Sprung in den NHL-Kader der Canadiens, wo er bis zum Ende der Spielzeit 1973/74 zu 21 Einsätzen kam. Anschließend wurde er Ende Mai desselben Jahres mit einem Fünftrunden-Wahlrecht im NHL Amateur Draft 1974 an die St. Louis Blues abgegeben. Im Gegenzug gaben die Blues zunächst ein Viertrunden-Wahlrecht im selben Draft an die Habs ab und schickten zwei Wochen später auch Glen Sather in die franko-kanadische Metropole. Bei den St. Louis Blues gelang es Wilson schließlich, sich mit Beginn des Spieljahres 1974/75 in der NHL zu etablieren. Er verbrachte dort zwei Spielzeiten, bevor er im Juni 1976 abermals Teil eines Transfergeschäfts wurde. Um ein Geschäft aus dem März desselben Jahres zu begleichen, bei dem Doug Grant nach St. Louis gewechselt war, wurde Wilson im Gegenzug nachträglich an die Detroit Red Wings abgegeben. Der Defensivspieler absolvierte bei den Red Wings mit 16 Scorerpunkten in 77 Spielen sein bestes NHL-Jahr, wechselte zur Saison 1977/78 aber zu den Philadelphia Firebirds in die AHL. Dort wurde er am Ende der Spielzeit ins AHL First All-Star Team berufen und beendete anschließend im Alter von 27 Jahren seine aktive Karriere vorzeitig.

### Trainer- und Funktionärskarriere
Nach seinem Karriereende kehrte Wilson an seine Alma Mater, die University of North Dakota, zurück, wo er für die folgenden zwei Jahre als Assistenztrainer der Eishockeymannschaft arbeitete und mit dem Team im Jahr 1980 die nationale Collegemeisterschaft der NCAA errang. Nach diesem Erfolg verließ er die Universität und erhielt ein Vertragsangebot der Prince Albert Raiders, der Juniorenmannschaft seiner Geburtsstadt, aus der Saskatchewan Junior Hockey League (SJHL). In den folgenden sechs Spielzeiten bis 1986 fungierte er dort ebenfalls als Assistenztrainer. Zusätzlich war er ab der Saison 1982/83, zu der das Franchise in die Western Hockey League (WHL) aufgenommen worden war, als Assistent des General Managers tätig. In diesen Funktionen gewann Wilson im Frühjahr 1985 mit den Raiders das Double bestehend aus dem President’s Cup der WHL und dem prestigeträchtigen Memorial Cup der gesamten Canadian Hockey League. Zur Spielzeit 1986/87 wurde er schließlich in beiden Rollen befördert und arbeitete bis zum Sommer 1988 als Cheftrainer und General Manager in Personalunion.
Zur Saison 1988/89 erhielt Wilson ein Angebot als Assistenztrainer bei den New York Islanders aus der NHL. Dort war er eine Spielzeit unter Cheftrainer Al Arbour tätig, gefolgt von drei Spieljahren bei den Los Angeles Kings unter Tom Webster sowie einer Saison bei den Minnesota North Stars unter Bob Gainey. Dem Franchise der Minnesota North Stars, das im Sommer 1993 ins texanische Dallas umgesiedelt wurde, blieb der Kanadier auch nach dem Umzug treu. In den folgenden Jahren arbeitete er bis zum Sommer 1996 weiter unter Bob Gainey, anschließend bis zum Januar 2002 mit Ken Hitchcock unter dessen Ägide der Gewinn des Stanley Cups im Jahr 1999 fiel. Im Januar 2002 beerbte Wilson Hitchcock nach dessen Entlassung bis zum Ende der Spielzeit als Cheftrainer. Nach seiner 32 Partien andauernden Amtszeit rückte er zur Saison 2002/03 unter dem neuen Cheftrainer Dave Tippett wieder ins zweite Glied und blieb bis zum Sommer 2009 in dieser Position tätig.
Nach den insgesamt 16 Spielzeiten in Dallas und 17 im Minnesota/Dallas-Franchise wechselte Wilson zur Saison 2009/10 in den Trainerstab der Tampa Bay Lightning, wo er als Assistent von Rick Tocchet fungierte. Es folgten im direkten Anschluss sechs Spielzeiten bei den Minnesota Wild, wo er als Assistenztrainer unter Todd Richards, Mike Yeo und John Torchetti arbeitete. Zur Spielzeit 2016/17 kehrte er zu seinem Ex-Team St. Louis Blues zurück, wo er erneut mit Ken Hitchcock zusammenarbeitete bzw. nach dessen abermaliger Entlassung unter Mike Yeo. Wilson verließ die Blues nach nur einem Jahr und wurde von Hitchcock abermals als Assistent zu den Dallas Stars gehört. Die Amtszeit des Duos betrug jedoch nur eine Spielzeit, woraufhin Wilson im Mai 2018 seinen Rückzug aus dem Trainergeschäft bekannt gab. Mit der Verpflichtung von Scott Gordon als Cheftrainer der Philadelphia Flyers im Dezember 2018 wurde Wilson dennoch als Assistenztrainer engagiert. Nach dem Ende der Spielzeit zog sich der 68-Jährige endgültig aus dem Tagesgeschäft zurück.

## Erfolge und Auszeichnungen
| - 1972 WCHA Second All-Star Team - 1978 AHL First All-Star Team - 1980 NCAA-Division-I-Championship mit der University of North Dakota (als Assistenztrainer) | - 1985 President’s-Cup-Gewinn mit den Prince Albert Raiders (als Assistenztrainer) - 1985 Memorial-Cup-Gewinn mit den Prince Albert Raiders (als Assistenztrainer) - 1999 Stanley-Cup-Gewinn mit den Dallas Stars (als Assistenztrainer) |

## Karrierestatistik
(Legende zur Spielerstatistik: Sp oder GP = absolvierte Spiele; T oder G = erzielte Tore; V oder A = erzielte Assists; Pkt oder Pts = erzielte Scorerpunkte; SM oder PIM = erhaltene Strafminuten; +/− = Plus/Minus-Bilanz; PP = erzielte Überzahltore; SH = erzielte Unterzahltore; GW = erzielte Siegtore; 1 Play-downs/Relegation; Kursiv: Statistik nicht vollständig)

### NHL-Trainerstatistik
(Legende zur Trainerstatistik: Sp oder GC = Spiele insgesamt; W oder S = erzielte Siege; L oder N = erzielte Niederlagen; T oder U = erzielte Unentschieden; OTL oder OTN = erzielte Niederlagen nach Overtime oder Shootout; Pts oder Pkt = erzielte Punkte; Pts% oder Pkt% = Punktquote; Win% = Siegquote; Resultat = erreichte Runde in den Play-offs)